# Death Angel
Death Angel je americká thrashmetalová hudební skupina založená v roce 1982 v kalifornském Daly City. Kytarista Rob Cavestany je jediný původní člen skupiny a spolu se zpěvákem Markem Oseguedou jsou jedinými členy skupiny, kteří pracovali na všech studiových albech.
Skupina je označována za klíčovou skupinu tzv. Bay Area thrash metalu 80. let 20. století a zařadila se tak po boku skupin jako jsou Metallica, Slayer, Megadeth, Exodus, Testament, Overkill, D.R.I., Mercyful Fate a Possessed. Jsou považování za jednoho z vůdců druhé vlny thrash metalu. Po úspěchu svých prvních dvou studiových alb, The Ultra-Violence (1987) a Frolic Through the Park (1988), v roce 1989 podepsali smlouvu s vydavatelstvím Geffen Records, pod kterým následující rok vydali jediné hudební album Act III. Během tour na podporu alba Act III se při nehodě autobusu zranil bubeník Andy Galeon a potřeboval více než rok, aby se plně zotavil. To vedlo k rozpadu skupiny. Skupina se v roce 2001 znovu spojila na benefiční koncert Thrash of the Titans pro zpěváka Chucka Billyho ze skupiny Testament. Od té doby pokračuje v nahrávání a vystupování. Jejich poslední studiové album The Evil Divide bylo vydáno v roce 2016.

## Sestava
Současná sestava
- Mark Osegueda – zpěv (1984-1991, 2001-dosud)
- Rob Cavestany – kytara (1982-1991, 2001-dosud)
- Ted Aguilar – kytara (2001-dosud)
- Damien Sisson – basová kytara (2009-dosud)
- Will Carroll – bicí (2009-dosud)

Bývalí členové
- Dennis Pepa – basová kytara, zpěv (1982-2008)
- Gus Pepa – kytara (1982-1991)
- Sammy Diosdado – basová kytara (2009)
- Andy Galeon – bicí (1982-1991, 2001-2008)

## Diskografie
Studiová alba
- The Ultra-Violence (1987)
- Frolic through the Park (1988)
- Act III (1990)
- The Art of Dying (2004)
- Killing Season (2008)
- Relentless Retribution (2010)
- The Dream Calls for Blood (2013)
- The Evil Divide (2016)